# Ta 152
A Ta 152 a Focke-Wulf gyártmánya, egy V12 motorral felszerelt, magassági vadász célokra fejlesztett együléses vadászrepülőgép volt, amely a második világháború végén, 1945 januárjában jelent meg a Luftwaffe (Német Légierő) arzenáljában.

## Fejlesztés, technikai sajátosságok
Az Fw 190 D–9 altípusából került kialakításra. A fejlesztés indoka a Harmadik Birodalom területét egyre nagyobb erővel sújtó szövetséges bombatámadások elleni hatékony védekezés. Az Egyesült Államok által végrehajtott nappali bombázások során berepülő bombázók nagy magasságban közelítették meg a célterületet és ezek levadászása a rendelkezésre álló típusokkal nehezen volt megvalósítható.
Emiatt az alapjaiban az Fw 190 D-9 konstrukciójára épülő típus megnövelt hosszal, szárnyfesztávval került felszerelésre. Pilótafülkéje túlnyomásos, motorja az alap Jumo 213 E változata, amely szintén nagy magasságú feladatokra lett optimalizálva. Felszerelték 3-sebességes mechanikus feltöltővel (kompresszorral) és az MW–50 típusjelű víz–metanol keverék befecskendezésére alkalmas „gyorsítóval”.

### Alváltozatai
- C: Csapásmérő feladatokra. Ezt a verziót nem a Jumóval, hanem a Daimler-Benz DB 603 motorral hajtották volna. A szárnyfesztávolság 11 méter lett volna.
- E: Felderítés. Ez a verzió két különböző alverzióban készült volna. Az egyik a C verzió szárnyát a másik a H verzió hosszított szárnyát kapta volna.
- H: Nagy magassági elfogó feladatokra.

### Gyártás
A típus gyártásának pontos adatai ismeretlenek. Az 1944-es év végén és az 1945-ös év elején összesen, megközelítőleg 120-150 darabot építettek belőle, azonban az nem ismert, hogy meglévő sérült sárkányszerkezetek – például A–8, A–9, D–9 – átépítésével, vagy közvetlenül új gyártású szerkezetekből, vagy már legyártott, de még fel nem használt, más alváltozatok elemeinek felhasználásával. Ugyanígy a gyártási blokkcsoportok sem ismertek, nem maradtak fenn a gyártói adatok.
A Ta 152C változatot, vagy annak részegységeit – ahogy a Me 262-it is – a lipcsei ATG (Allgemeine Transportanlagen-Gesellschaft mbH) gyártotta a háború utolsó hónapjaiban, ugyanígy a Lipcse és Halle között fekvő Schkeuditzban települő Siebel Flugzeugwerke KG is. A fotófelderítő Ta 152E változatot az észak-erfurti MME (Mitteldeutsche Metallwerke Erfurt) gyártotta, vagy végszerelte, ahol abban az időben 331 darab Fw 190A–8, 112 darab Fw 190A–9 és 73 darab Fw 190D–9 változat is készült. Itt az E változatok gyártását később a C változatok végszerelése vette át. A gyárat végül 1945. április 12-én az amerikai 3. hadsereg foglalta el és minden rendelkezésre álló gyártási dokumentációt kimentettek június végére. A legnagyobb sorozatban gyártott változat kétségkívül a Ta 152H volt, azonban gyártási adatairól hiányos információk állnak rendelkezésre. Jeff Ethell szerint a Ta 152-k gyártását 1945 februárjában leállították. Peter Rodeike szerint összesen 44 darab Ta 152 H–0/V és 25 darab Ta 152 H–1 változat készült, azonban a teljes gyártási mennyiség ismeretlen.

### Harci alkalmazás
A típus első alkalmazó alakulata – 1945 márciusában – a 301. vadászrepülő ezred vezetési törzse lett (Stab./JG 301), továbbá az ezred első és harmadik osztálya is repülte a típust (I./Jagdgeschwader 301; III./Jagdgeschwader 301). Elsősorban a repülőterek közvetlen légtérvédelmére alkalmazták őket, minimális nehézfegyverzetük és nagy teljesítményű, turbófeltöltővel felszerelt motorjuk lehetővé tette a riasztást követő kis reakcióidőt.
Első harci bevetését a típus február 8-án hajtotta végre a 301. ezrednél. Február 18-án Sachauba (ma Gardelegen része) települt az ezredtörzs, majd a Berlin körzetében hajtottak végre bevetéseket. Első és egyetlen ásza a típusnak Josef Keil (Oberfeldwebel), aki 6 db repülőgépet lőtt le igazoltan (11 lgy.), valamint Willi Reschke 3 db-ot (27 lgy.), így a típussal összesen 9 légi győzelmet arattak. A század összesen két pilótát vesztett el a német kapitulációig (az adatok bizonytalanok).

### Utóélet
Egy példányt biztosan üzemeltetett a francia légierő egy ideig (ld. a cikk bevezetőképét), az ország az Fw 190A–8 változatokat is alkalmazta légi rendészetre, körülbelül az 1950-es évek elejéig.
Egy példánya élte túl a háborút, amely jelenleg az USA-ban vár restaurációra. Ez a repülőgép egy Ta 152 H–0 változat, amelyet a 301. vadászrepülő ezred 3. osztálya repült (III./Jagdgeschwader 301). A gépet a National Air and Space Museum Maryland állambeli Suitlandben található Paul E. Garber Preservation, Restoration, and Storage Facilitynél tárolták be. Sorozatszáma feltehetően a 150020, amely egy elő sorozatú H–0 változat, melyet nagy valószínűséggel a Focke-Wulf cottbusi gyárában gyártottak 1944 decemberében. Onnan a rechlini Erprobungskommando Ta 152-höz kellett kerüljön repülési tesztek elvégzésére.

## Fordítás
- Ez a szócikk részben vagy egészben  a   Focke-Wulf Ta 152 című angol Wikipédia-szócikk ezen változatának fordításán alapul.  Az eredeti cikk szerkesztőit annak laptörténete sorolja fel. Ez a jelzés csupán a megfogalmazás eredetét és a szerzői jogokat jelzi, nem szolgál a cikkben szereplő információk forrásmegjelöléseként.
- Ez a szócikk részben vagy egészben  a   Focke-Wulf Ta 152 című német Wikipédia-szócikk ezen változatának fordításán alapul.  Az eredeti cikk szerkesztőit annak laptörténete sorolja fel. Ez a jelzés csupán a megfogalmazás eredetét és a szerzői jogokat jelzi, nem szolgál a cikkben szereplő információk forrásmegjelöléseként.